# Cal Drapaire (Sant Boi de Llobregat)
|  | Per a l'edifici de Barcelona, vegeu Cal Drapaire (Barcelona) |

Cal Drapaire, o Can Terrelló, és un edifici del municipi de Sant Boi de Llobregat (Baix Llobregat) que forma part de l'Inventari del Patrimoni Arquitectònic de Catalunya.

## Descripció
És una casal senyorial, l'any 1987 abandonada, de planta quadrada amb un cos afegit a la banda del carrer Hospital, on hi havia l'entrada principal, de factura de pedra arrebossada, té les finestres remarcades amb carreus ben escairats, però no la cantonada, com era habitual. A causa del desnivell existent entre els carrers Pont i Hospital, hi ha una diferència de mitja planta, que converteix els baixos en semisoterrani. Les golfes, sota la teulada de teula àrab s'obrien amb una filera d'arquets de mig punt (vuit en total), posteriorment tapiats amb maó. També les finestres del primer pis estan parcialment tapiades per a reduir la seva mida i repintades, ignorant el possible valor estètic de les seves pedres. Hi ha mostres d'algunes restauracions fetes amb maó i tot el conjunt presenta un estat pèssim.